# Linda Savļaka
Linda Savļaka (ur. 1 stycznia 1984 w Gulbene) – łotewska biathlonistka, uczestniczka Igrzysk Olimpijskich oraz Mistrzostw Świata. Zwyciężczyni zawodów Pucharu Europy Juniorów w norweskim Ål w 2002 roku. Wielokrotnie startowała w zawodach Pucharu Świata, jednakże nigdy nie udało jej się zdobyć pucharowych punktów.

## Osiągnięcia

### Igrzyska olimpijskie
| 2006 Turyn/Cesana San Sicario (Włochy) | 63. miejsce (IN), 72. miejsce (SP), 18. miejsce (RL) |

### Mistrzostwa świata
| 2004 Oberhof (Niemcy)     | 61. miejsce (IN)                   |
| 2005 Hochfilzen (Austria) | 67. miejsce (IN), 75. miejsce (SP) |

### Mistrzostwa Świata Juniorów
| 2002 Ridnaun (Włochy)          | 11. miejsce (IN), 18. miejsce (SP), 32. miejsce (PU) |
| 2003 Kościelisko (Polska)      | 52. miejsce (IN), 9. miejsce (SP), 18. miejsce (PU)  |
| 2004 Haute-Maurienne (Francja) | 50. miejsce (IN), 40. miejsce (SP), 22. miejsce (PU) |